# Villa del Cerro

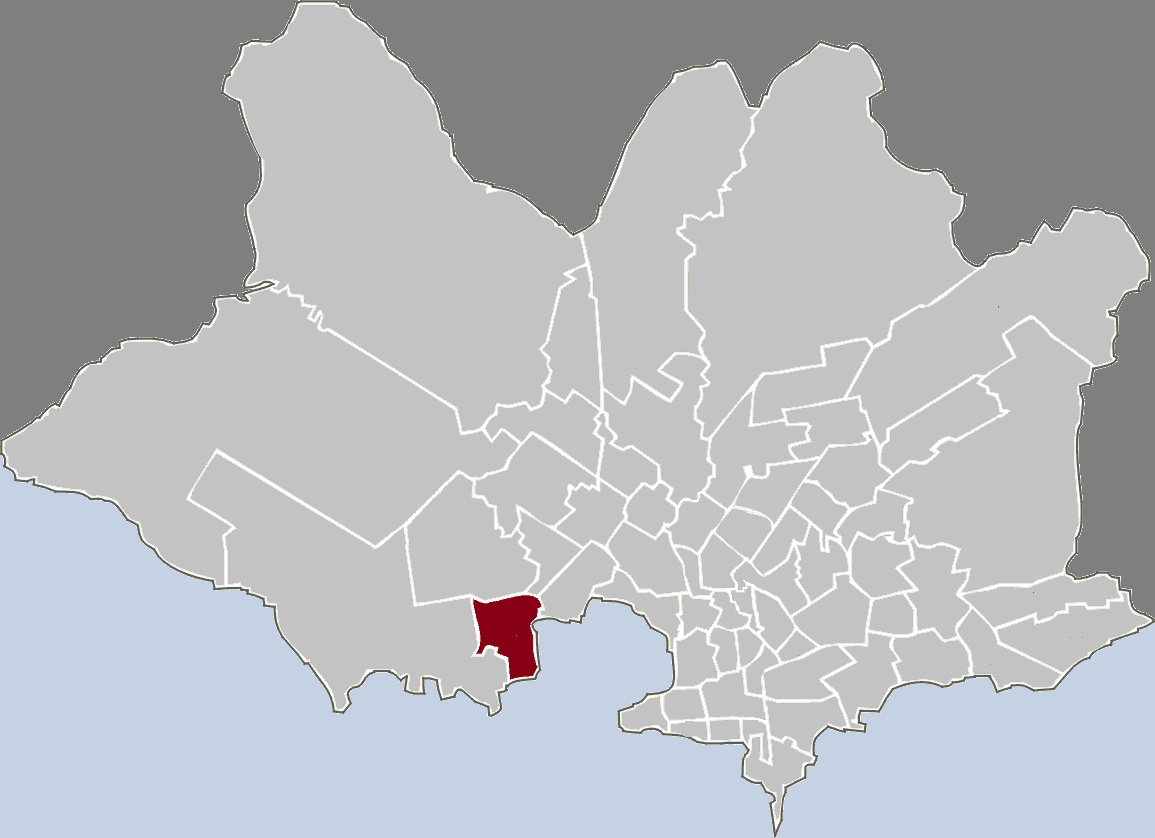
Lage von Villa del Cerro in Montevideo

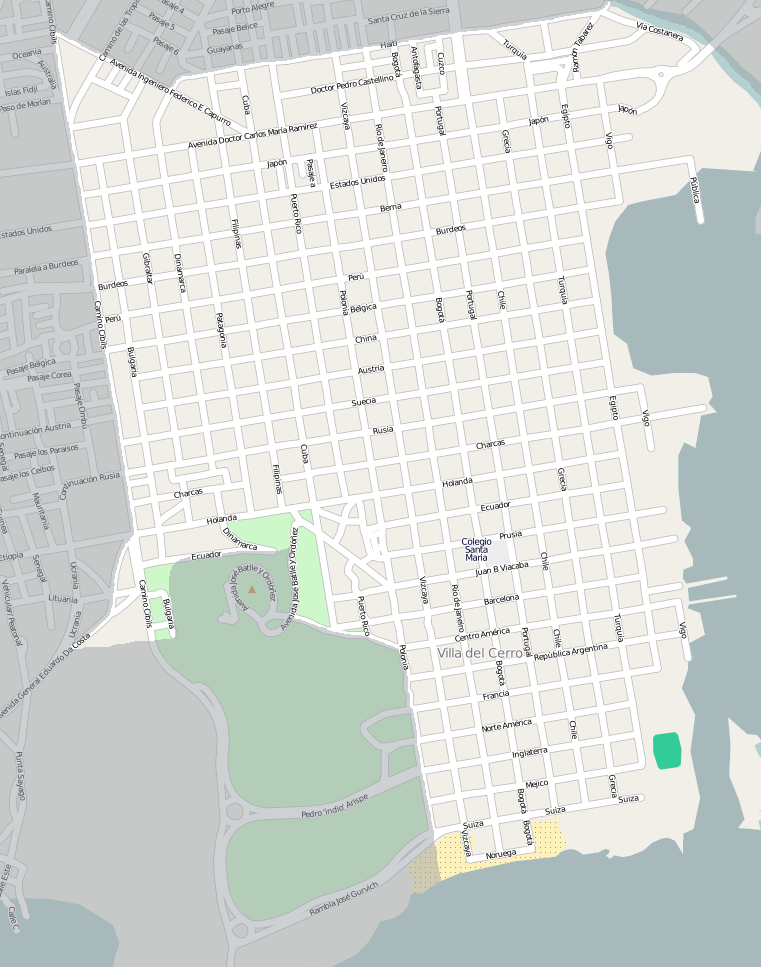
Plan von Villa del Cerro

Villa del Cerro, auch kurz Cerro genannt, ist ein Stadtviertel (barrio) der uruguayischen Hauptstadt Montevideo.

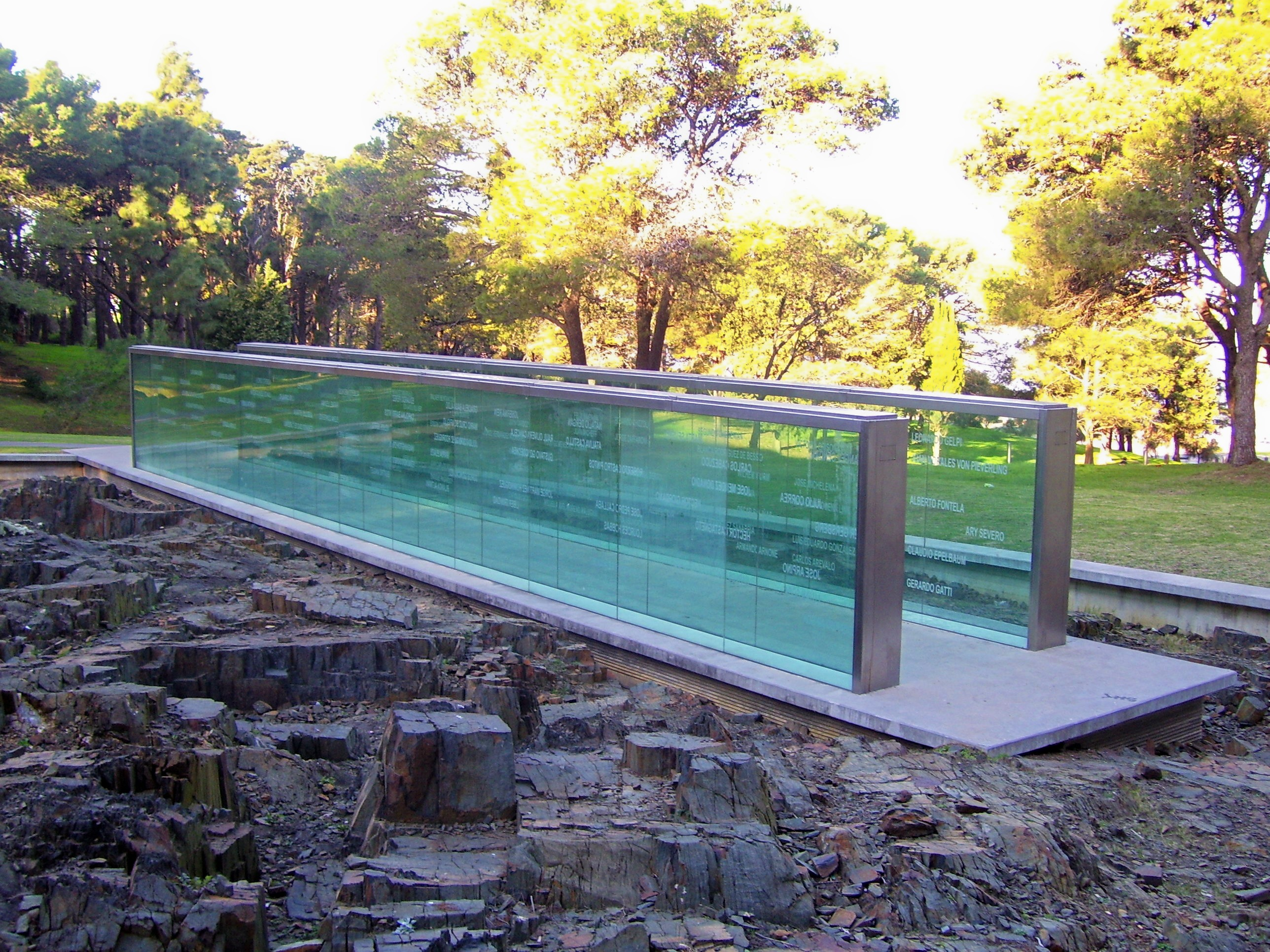
Gedenkstätte für die Verschwundenen der Militärdiktatur.

## Lage und Geographie
Es befindet sich nordwestlich des Stadtkerns, der Altstadt gegenüberliegend an der Bucht von Montevideo im Süden des Departamentos Montevideo. Villa del Cerro grenzt dabei im Süden und Südosten an den Río de la Plata. Westlich liegt der Stadtteil Casabó - Pajas Blancas, während im Norden La Paloma - Tomkinson und Tres Ombúes – Pueblo Victoria anschließen. Im Nordosten führt La Teja das Stadtgebiet fort. Zu den beiden letztgenannten Stadtteilen bildet der Arroyo Pantanoso eine natürliche Grenze. Mit dem Cerro de Montevideo befindet sich die höchste Erhebung Montevideos in Villa del Cerro.
Eingeschlossen wird das Gebiet des Stadtviertels, von Südwesten im Uhrzeigersinn ausgehend, von der aus den folgenden Straßen gebildeten Grenzlinie: Polonia, P Arispe, Prof. J Chebataroff, Camino Ciblis, Avenida Ing. Federico E. Capurro, Haiti, Avenida Dr. Santín Carlos Rossi und Haiti.
Das Gebiet von Villa del Cerro ist dem Municipio A zugeordnet.

## Infrastruktur und Beschreibung

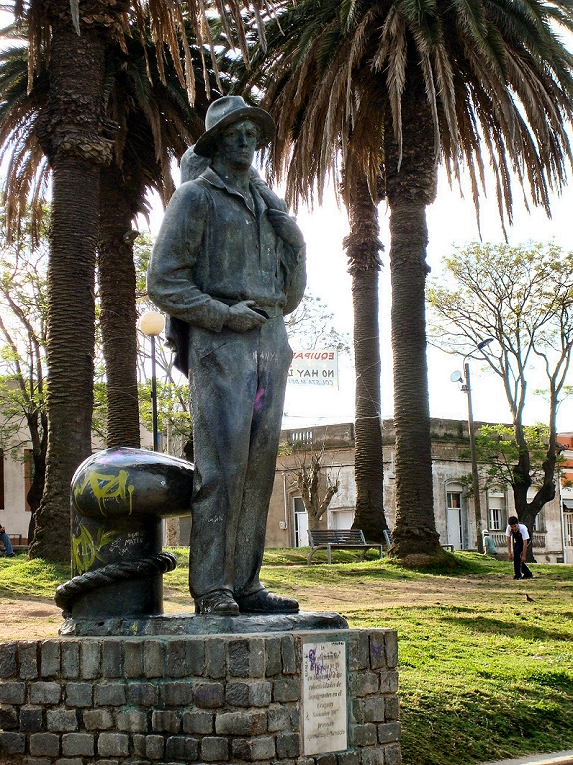
Plaza de los Immigrantes

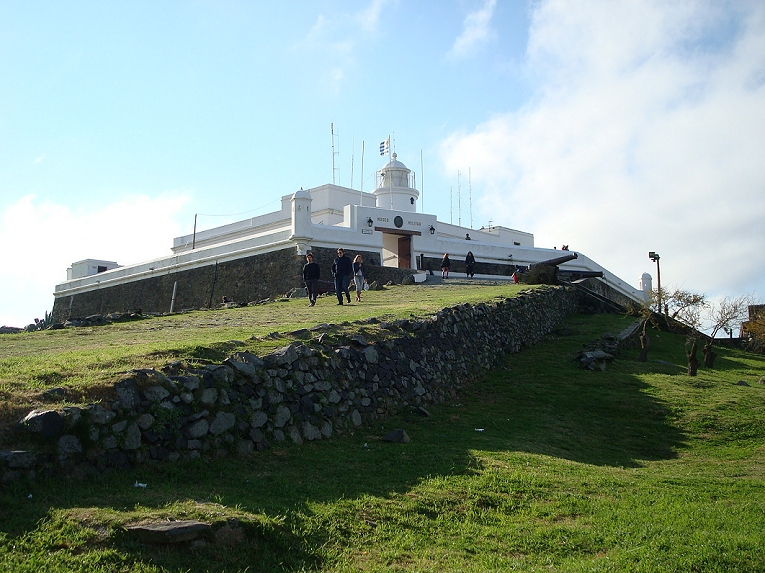
Fortaleza General Artigas auf dem Cerro

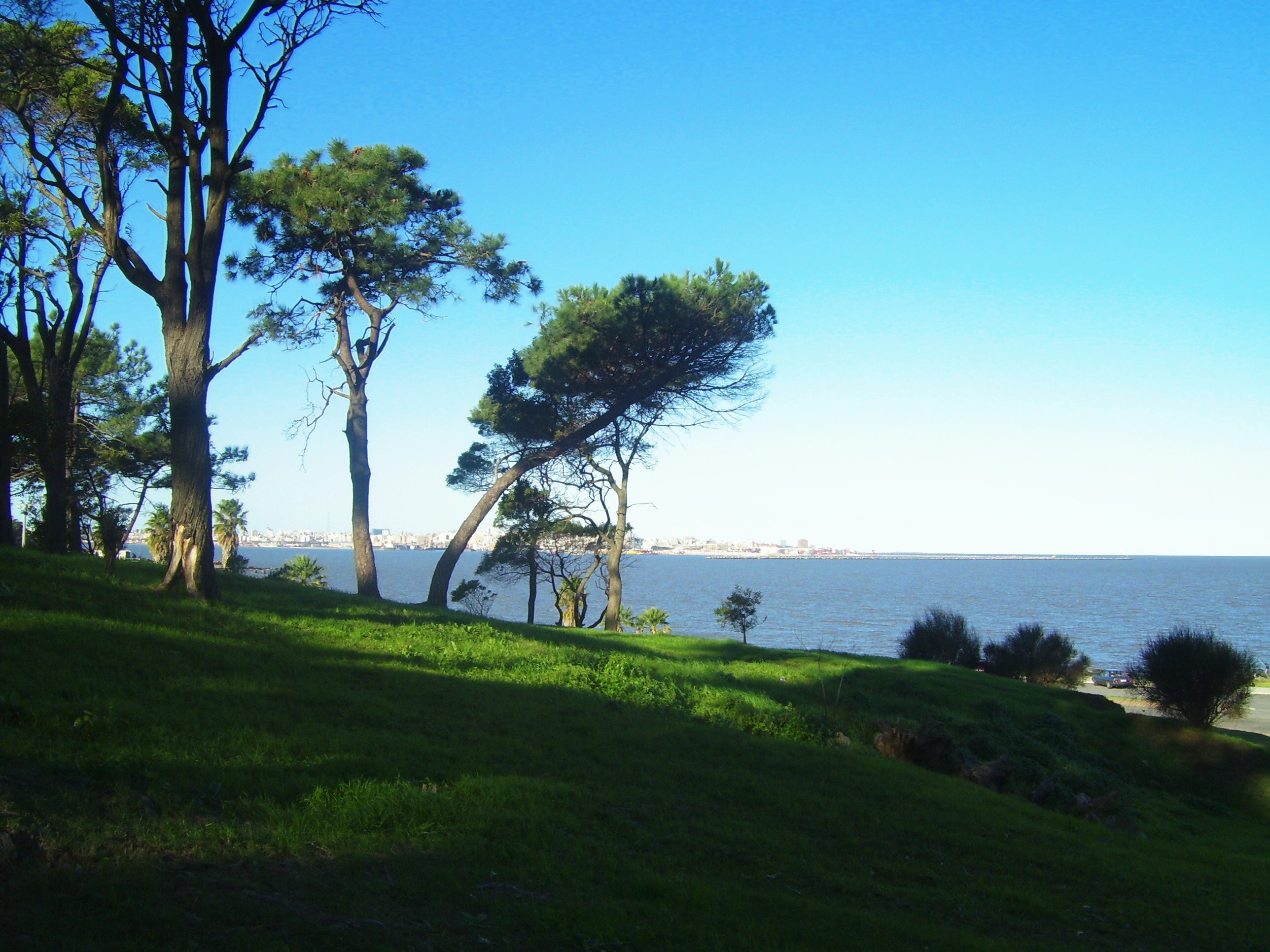
Blick auf die Altstadt vom Parque Vaz Ferreira aus.

### Kultur
Villa del Cerro verfügt mit dem Teatro Florencio Sánchez über ein Theater. Seit 2021 gibt es ein Kulturzentrum in dem ehemaligen "Real Casa de la Pólvora" in der Calle Bulgaria.
José Gurvich, einer der wichtigsten Maler Uruguays im 20. Jahrhundert, lebte und arbeitete ab 1966 einige Jahre in der Calle Polonia.

### Sport
Villa del Cerro beheimatet die beiden Fußballvereine Cerro und Rampla Juniors. Hier befindet sich zudem das Estadio Olímpico in dem die Rampla Juniors ihre Heimspiele austragen.

### Sehenswürdigkeiten
Auf dem Cerro de Montevideo erhebt sich die Fortaleza General Artigas. Ferner liegen im Barrio die Plaza de los Immigrantes und der Friedhof Cementerio del Cerro. Zwischen der Fortaleza und dem Strand Playa del Cerro erstreckt sich der Parque Carlos Vaz Ferreira. An seinem Südende befindet sich die 2001 erbaute Gedenkstätte für die Verschwundenen der Militärdiktatur.

## Söhne und Töchter des Barrios
- Lorena Aires (* 1995), Leichtathletin
- Héctor Acuña (* 1981), Fußballspieler
- Pedro Arispe (1900–1960), Fußballspieler
- Enrique Leite (* 1963), Schwimmer und Kajakfahrer